# St. Leonhard (Hussenhofen)
St. Leonhard ist eine katholische Pfarrkirche im Schwäbisch Gmünder Stadtteil Hussenhofen.

## Geschichte

### St. Leonhard I
Die erste St. Leonhardskapelle stand an der heutigen Johanniskirche. Sie soll bereits 1304 geweiht worden sein. Der Grundriss des Steinbaus zeigt jedoch für das frühe 14. Jahrhundert eine eher ungewöhnliche Form. Der Saalbau besaß einen halbrunden Schluss als Chor. 1698 wurde die Kapelle mit einem Dachreiter versehen, 1727 wurde dann eine Empore eingezogen und eine neue Kanzel eingebaut, bevor 1729 das Dach Erneuerung fand. Die Empore war mit den zwölf Aposteln bemalt, der Hochaltar stammte aus Herlikofen und wurde in der Spätrenaissance gefertigt. 1913 wurde die Kapelle abgebrochen und durch einen Neubau ersetzt.

### St. Leonhard II (heute Johanneskirche)

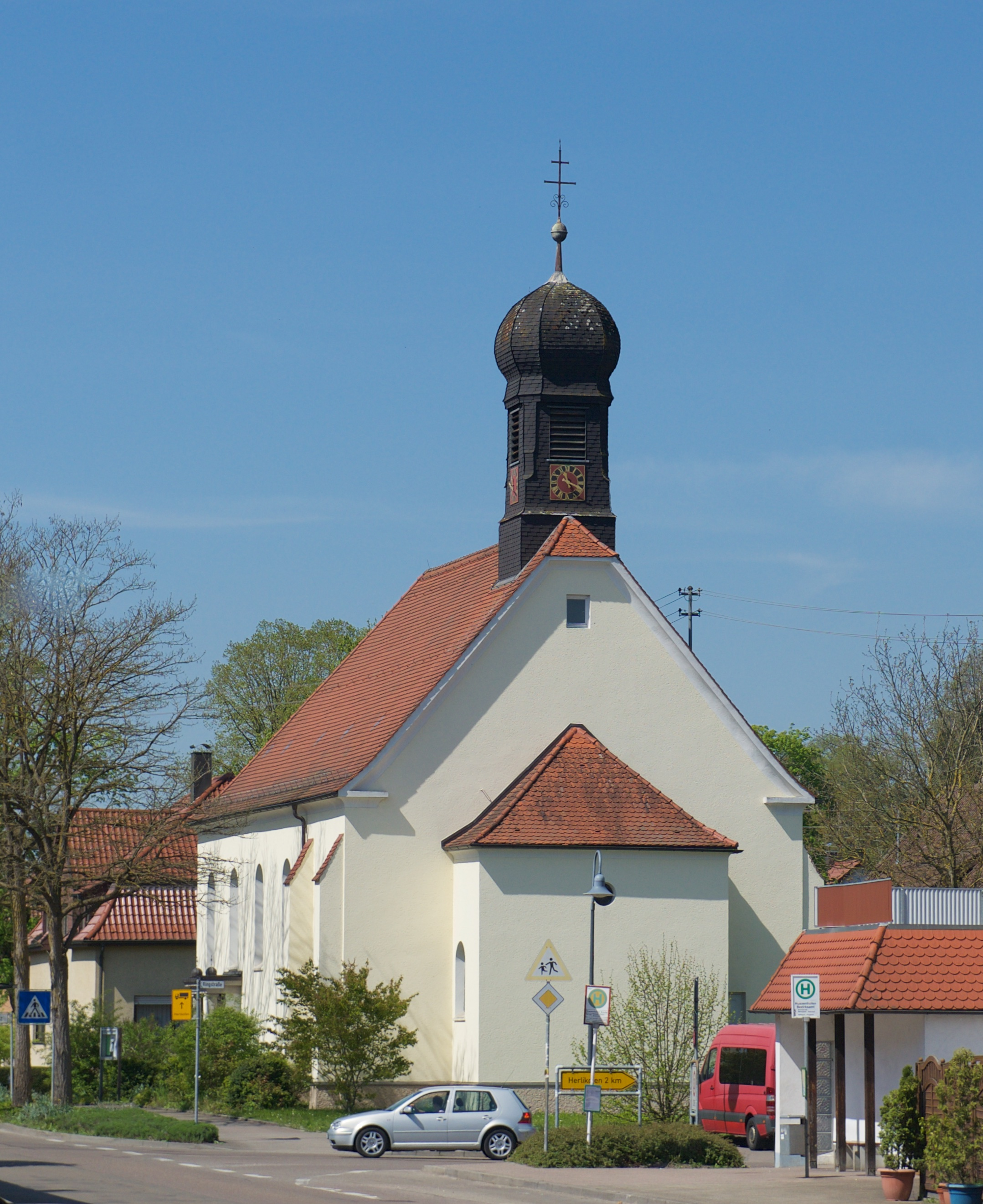
Johanneskirche

Nachdem die alte St. Leonhardskapelle zu klein geworden war, begann man an ihrer Stelle (Standort) 1913 einen Neubau. Der von August Koch aus Stuttgart errichtete Bau wurde am 18. Dezember desselben Jahres geweiht. Er wurde architektonisch wohl an den Vorgängerbau angelehnt. Die Ausmalung wurde 1919 durch Georg Bauer vorgenommen. 1958 wurde bei einer Innenrenovierung die Kanzel sowie die Aufbauten des Hochaltars entfernt, außerdem das Chorbogengemälde durch Otto Eberle erneuert. Nachdem die Kirche in den 1960er-Jahren abermals zu klein wurde, plante man an neuer Stelle eine neue und größere St. Leonhardskirche. Das Kirchlein von 1913 wurde 1969 an die evangelische Kirchengemeinde Oberböbingen verkauft. Die evangelische Kirchengemeinde ließ in den 1970er-Jahren die leergeräumte Kirche umbauen, wobei im Westen Gemeinderäume abgetrennt und die Seitenaltarnischen zugemauert wurden. Ein Chorscheitelrundfenster wurde zu dieser Zeit ebenfalls vermauert, 1987 bei alter Verglasung wieder geöffnet.
Das heutige Geläut wurde beim Verkauf 1969 übernommen:
| Nr. | Name                     | Durchmesser | Gussjahr | Ton   | Gießerei                     |
| --- | ------------------------ | ----------- | -------- | ----- | ---------------------------- |
| 1   | Josefsglocke             | 660 mm      | 1947     | es''  | Wilh. Kuhn Wolfart, Lauingen |
| 2   | Michaelsglocke           | 580 mm      | 1947     | ges'' | Wilh. Kuhn Wolfart, Lauingen |
| 3   | Marien- jetzt Taufglocke | 500 mm      | 1922     | as''  | Wolfart, Lauingen            |

2017 wurde die Johanneskirche von den koptischen Christen übernommen und wurde damit zur ersten eigenen Kirche der Kopten in Baden-Württemberg.

### St. Leonhard III

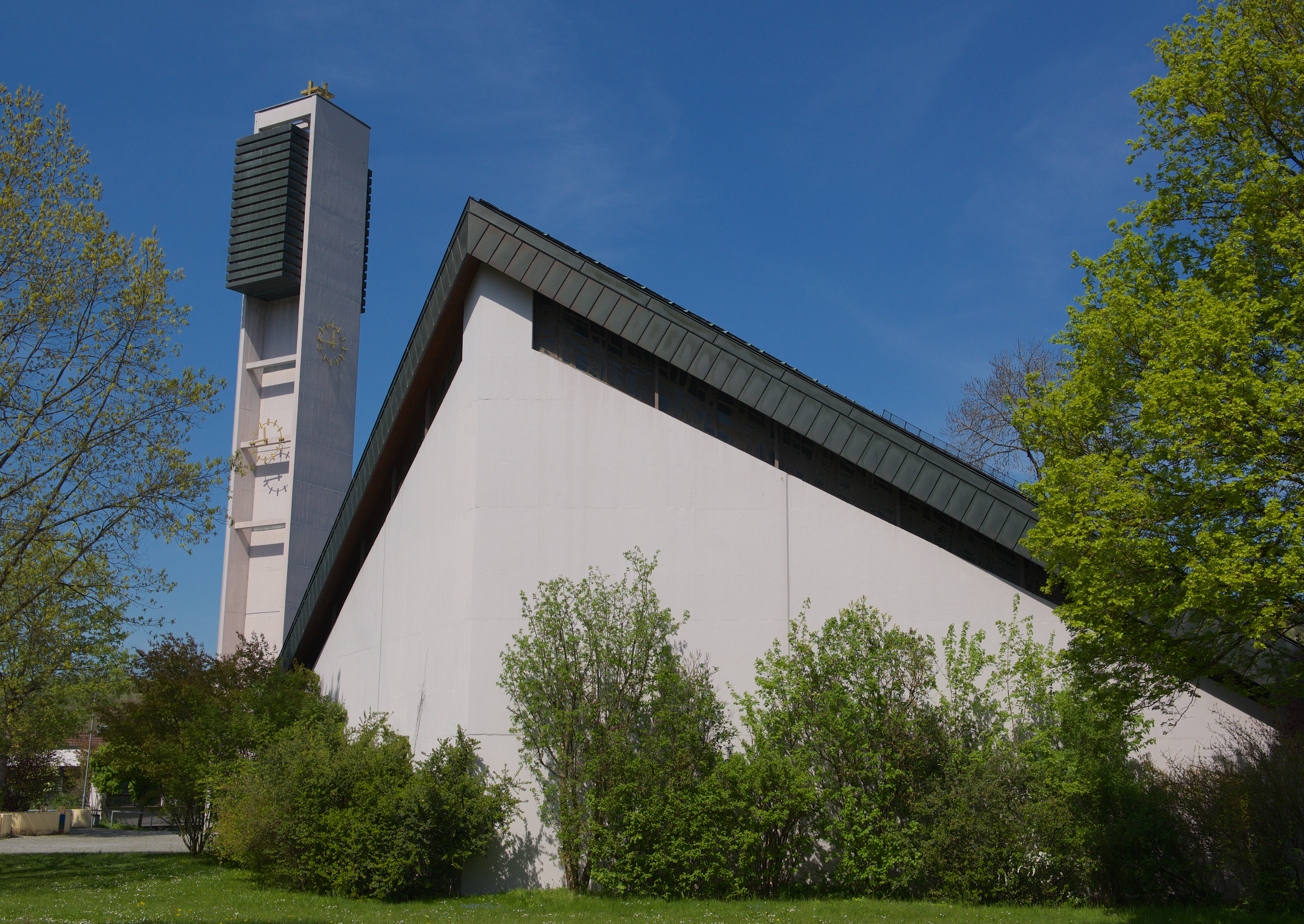
St. Leonhard

Die heutige St.-Leonhard-Kirche wurde durch Fritz Vogt aus Schorndorf und Otto Sauter aus Schwäbisch Gmünd von 1963 bis 1967 errichtet. Die Ausgestaltung der als unregelmäßiges Sechseck gestalteten Kirche übernahm Alfred Appenzeller aus Altheim, wobei einige Ausstattungsgegenstände von der alten Leonhardskirche übernommen wurden. So wurde ein Heiliger Leonhard aus dem 17. Jahrhundert, eine Maria mit Kind aus dem 18. Jahrhundert sowie eine Pietà aus dem 17. oder 18. Jahrhundert übernommen. Des Weiteren ist ein Ölgemälde von 1816 mit einer Kreuzigungsdarstellung zu sehen, das von Johann Christoph Haas geschaffen wurde. Im Kirchenschatz befindet sich ein Messkelch aus dem 17. Jahrhundert.